# Mariana Manner
Mariana Kristina Manner, född 1 november 1943 i Lidköping, är en svensk grafiker, tecknare, målare och skulptör bosatt i Lund.

## Biografi
Mariana Manners mor hade konstnärlig utbildning och föräldrarna drev en konsthandel. Konsten kom alltså tidigt in i Mariana Manners liv. Barndomens bildvärld inspirerades av bibliska berättelser och av Tusen och en natt. Senare upptäckte hon konstnären Jan van Eyck. Faderns släkt var pingstvänner men han själv var inte engagerad i rörelsen utan kunde skämta om det bibliska språket. I mitten av 1960-talet attraherades Manner av litteratur, arkitektur och film från Asien och Afrika. Hon prövade olika konstformer, bland annat sökte hon förgäves in på scenskola. 1965–1966 studerade hon vid Målarskolan Forum i Malmö och 1967–1971 vid Grafikskolan Forum i Malmö med Bertil Lundberg som lärare. På hans uppmaning skickade hon 1968 in en bild till en utställning på Liljevalchs konsthall, en bild som köptes in av Statens konstråd. Bilden placerades sedan på Ecklesiastikdepartementet, i Olof Palmes rum.
Parallellt med studierna på Forum arbetade hon med design av kläder för teater, film (Kärlek 1-1000) och TV, liksom med färgsättning av byggnader för arkitekterna Bernt Nyberg (Landsstatshuset i Malmö) och Sigurd Lewerentz.
Mariana Manner har verkat som lärare i konstnärliga ämnen vid Lunds tekniska högskola, Chalmers tekniska högskola och Konsthögskolan Valand i Göteborg. Hon är representerad vid ett flertal museer i Sverige och utlandet.
På 1970-talet levde Mariana Manner samman med arkitekten Bernt Nyberg (död 1978). Senare har hon levt med konstnären Olle Dahl, också han elev på Forum. De ingår båda i Konstföreningen Auras konstnärsgrupp i Lund.
Manner är representerad  vid Moderna museet, Kalmar konstmuseum och Örebro läns landsting.

## Motivval och teknik
Manners konst kring decennieskiftet 1970 sågs som ett bejakande av fri och obunden sexualitet och blev efterfrågad hos galleristerna. Hon ville undvika att fastna i ett fack och bytte därför motivkrets även om intresset för människokroppen bestod: graviditet, förlossning och relationen mellan kvinna och barn. Senare kom bilder med engagemang för miljön och mot kärnkraft.
Manner uppnådde redan under Forum-tiden stor teknisk skicklighet. I sin grafik arbetade hon först med mjukgrundsetsning men 1978 övergick hon till akvatint. Mot slutet av 1980-talet började hon även att arbeta med skulptur. Hennes tidiga bilder har ofta tydliga former och rena linjer. Senare blir bilderna mindre tydligt föreställande. Hon kan allt mer förlita sig på slumpmässighet och lyhördhet för materialets och teknikens inneboende egenskaper.

## Priser och utmärkelser
- 1980: 5:e pris vid Grafikbiennalen i Frechen.
- 1980: Skånes konstförenings stipendium.
- 1981: Ellen Trotzigs stipendium.
- 1982: Lunds Kulturstipendium.
- 1983: Malmöhus läns landstings stipendium.
- 1984: Hedersomnämnande vid Grafikbiennalen i Kraków.
- 1990: Richard Björklunds stipendium.
- 1990: 5:e pris vid Grafikbiennalen i Frechen.
- 1998: Ester Almqvists stipendium.[10]
- Statliga arbetsstipendier.